# 철갑둥어
철갑둥어(鐵甲－魚)는 철갑둥어과에 속하며 학명은 Monocentris japonica이다. 온몸이 단단한 비늘로 덮여 있다. 몸길이는 16cm 정도이고 몸빛깔은 광택이 있는 노란색이다. 아래 턱의 두 군데서 공생하는 발광박테리아 때문에 청백색의 빛을 낸다. 난해성 물고기로, 조개 껍데기나 모래 바닥으로 된 수심 70m 이상의 바다 밑에 떼를 지어 생활하며, 밤에는 수면으로 올라온다. 봄에서 가을에 산란하며 새우·게 같은 작은 갑각류를 잡아먹고 산다. 부레로 소리를 내며 얕은 바다에 떼를 지어 사는 습성이 있다. 대한민국 남해 특히 제주도에 많고, 필리핀·남아프리카에 분포한다.

## 갤러리

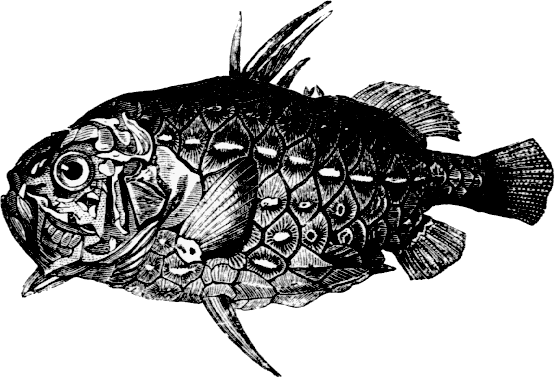
철갑둥어의 삽화.
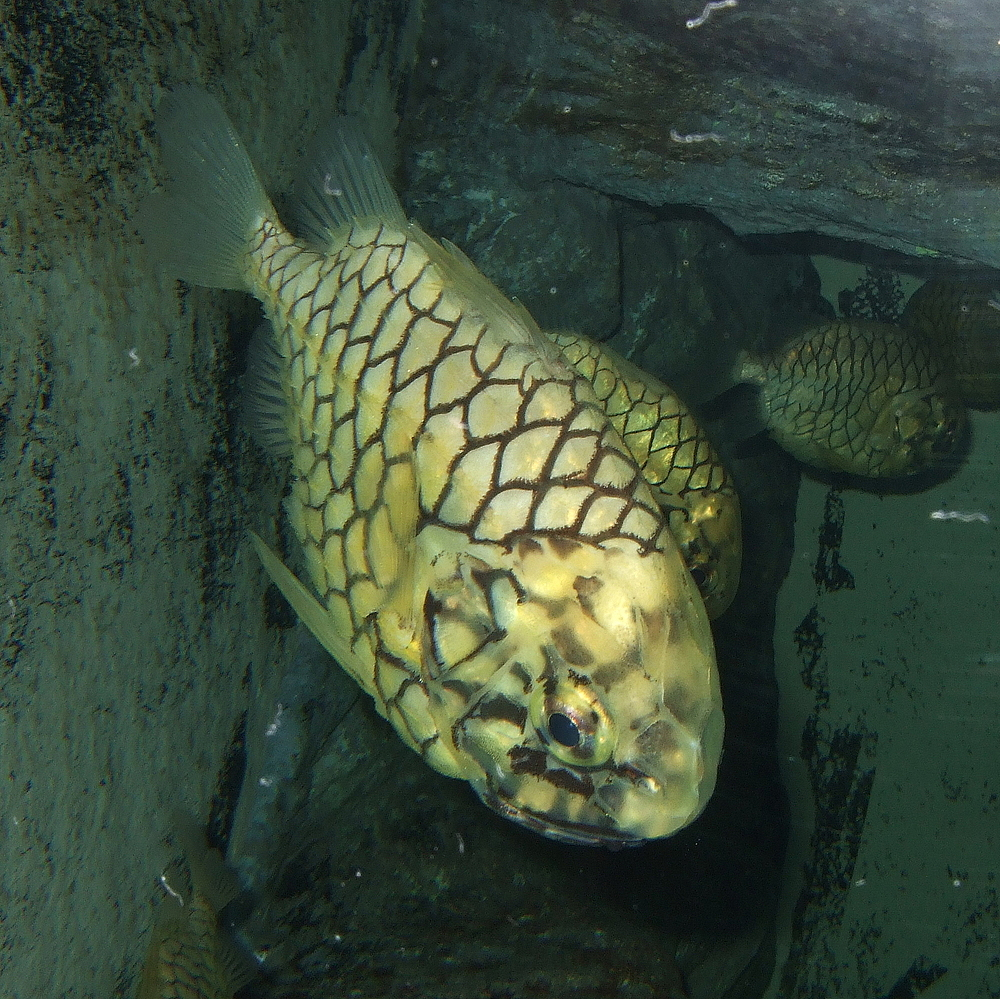
일본 히메지 수족관의 철갑둥어.
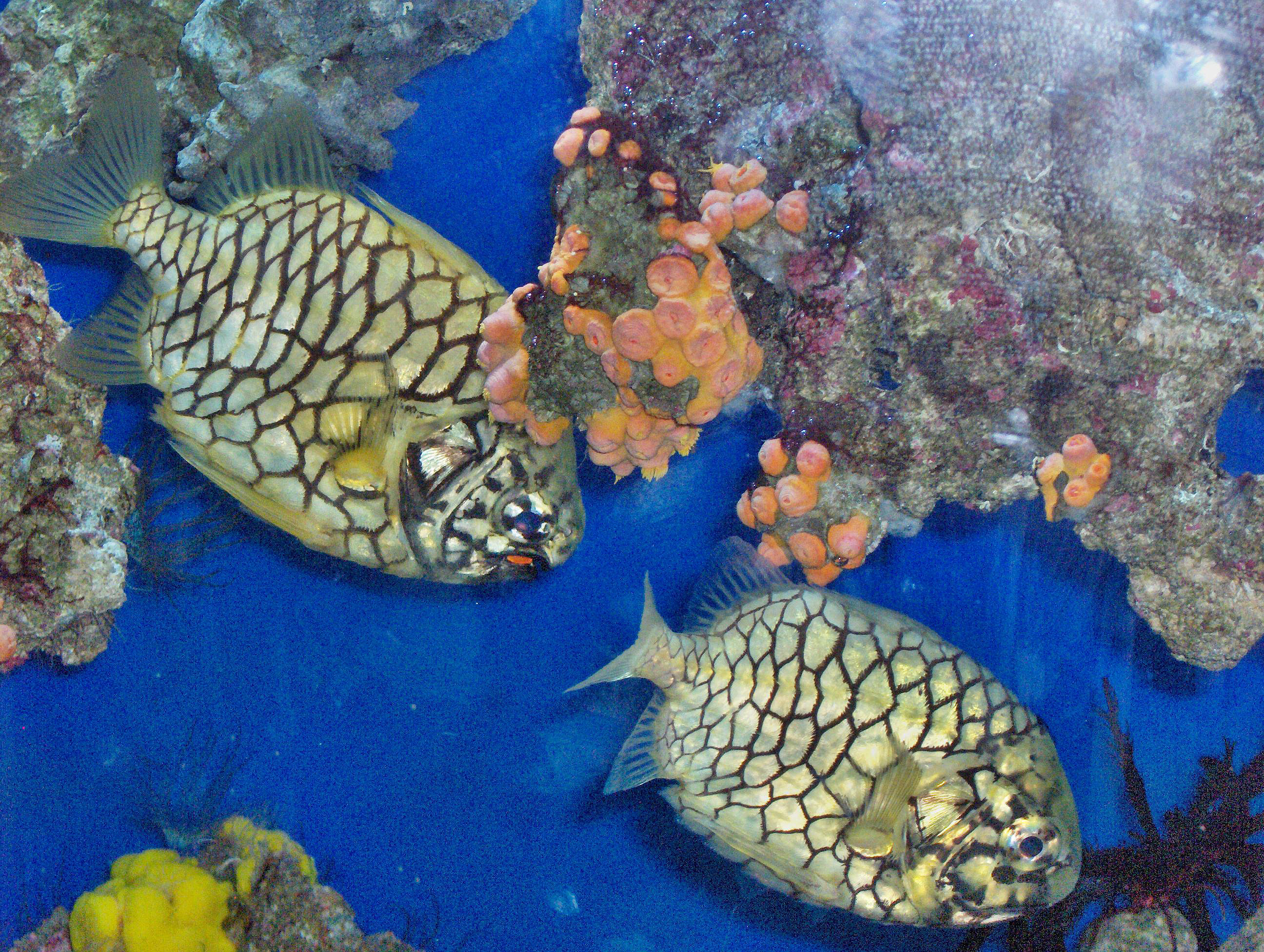
모나코 해양박물관의 철갑둥어.